# Cold Spring (Kentucky)
Cold Spring és una població dels Estats Units a l'estat de Kentucky. Segons el cens del 2010 tenia 5.912 habitants i una densitat de població era de 481,44 habitants/km².
El nom prové d'una «font freda» que durant molts anys va ser la única font d'aigua potable del poble. El poble ja existia abans de 1800 i fa rebre una oficina de correus el 1832.